# Alexander Remmowitsch Melentjew

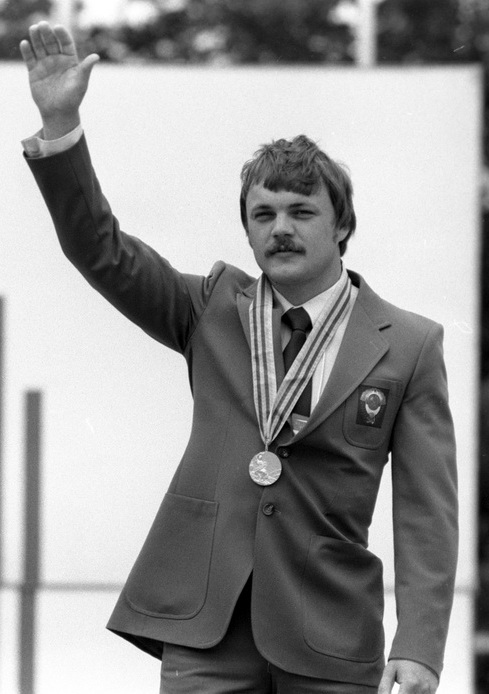
Alexander Melentjew (1980)

Alexander Remmowitsch Melentjew (russisch Александр Реммович Мелентьев, englisch Aleksandr Melentyev; * 27. Juni 1954 in Pensa, Russische SFSR, UdSSR; † 16. Februar 2015 in Bischkek, Kirgisistan) war ein sowjetischer Sportschütze. Er war Weltrekordhalter in seiner Disziplin Freie Pistole.
Alexander Melentjew war der erste Olympiasieger der Spiele von Moskau 1980 und war auch gleichzeitig der erste Einwohner Kirgisistans, der Olympiasieger werden konnte. Er war Unteroffizier bei den Grenztruppen der UdSSR im kasachischen Alma-Ata. Melentjew wurde erst ein Jahr vor den Olympischen Spielen in die sowjetische Nationalmannschaft aufgenommen, wo er auf Anhieb sowjetischer Meister und auch Sieger der Völkerspartakiade mit hervorragenden 576 Ringen wurde. Dadurch wurde er zum Favoriten für die Olympischen Spiele erklärt. In Moskau hielt er dem Erwartungsdruck stand und konnte mit einem Weltrekord von 581 Ringen die Goldmedaille vor Harald Vollmar aus der DDR mit 568 Ringen gewinnen. Melentjews Sportgerät war eine Freie Pistole vom Typ MC55-1.
Nach dem Triumph von Moskau wurde es ruhiger um Melentjew. Durch den Boykott der Ostblockstaaten konnte er nicht an den Spielen von Los Angeles 1984 teilnehmen. In Seoul 1988 gehörte er zwar erneut zur sowjetischen Mannschaft, errang aber mit enttäuschenden 558 Ringen nur den 12. Platz.
Melentjew schaffte es nicht mehr, auch nur in die Nähe seines eigenen Weltrekordes zu kommen. Kurioserweise stellte bereits 1979 Harald Vollmar, der Olympia-Zweitplatzierte, mit dem gleichen Ergebnis den aktuellen deutschen Rekord auf, der aber, weil er nicht bei einer Weltmeisterschaft oder bei Olympischen Spielen erzielt wurde, nicht als Weltrekord zählte.
Sein Bruder Juri (* 1964) nahm ebenfalls für Kirgisistan als Sportschütze an den Olympischen Spielen 1996 und 2000 teil.

## Nachweise
1. ↑  Pistole – deutsche Rekorde, Liste des Deutschen Schützenbundes (Memento vom 22. September 2010 im Internet Archive)
2. ↑  Juri Remmowitsch Melentjew  in der Datenbank von Sports-Reference.com (englisch)

| Personendaten    | Personendaten                                                  |
| ---------------- | -------------------------------------------------------------- |
| NAME             | Melentjew, Alexander Remmowitsch                               |
| ALTERNATIVNAMEN  | Melentjew, Alexander; Мелентьев, Александр Реммович (russisch) |
| KURZBESCHREIBUNG | sowjetischer Sportschütze                                      |
| GEBURTSDATUM     | 27. Juni 1954                                                  |
| GEBURTSORT       | Pensa, Russische SFSR                                          |
| STERBEDATUM      | 16. Februar 2015                                               |
| STERBEORT        | Bischkek, Kirgisistan                                          |